# جمهورية هايتي (1859–1957)
تغطي الفترة من 1859 إلى 1957 في تاريخ هايتي حقبة من النضالات السياسية، وفترة الاحتلال الأمريكي والانقلابات المتعددة، والانتخابات حتى استولت سلالة دوفالييه على البلاد في عام 1957.

## التاريخ

### بناء الجمهورية والفشل
ظلت حكومة فابر جيفارد في منصبها حتى عام 1867، وقد شجع جيفارد سياسة ناجحة للمصالحة الوطنية. وفي عام 1860، توصل إلى اتفاق مع الفاتيكان يعيد المؤسسات الكاثوليكية الرومانية الرسمية، بما في ذلك المدارس، إلى الأمة. وفي عام 1867، جرت محاولة لتشكيل حكومة دستورية، لكن تمت الإطاحة بالرئيسين المتعاقبين سيلفان سالناف ونيساج ساجيت في عام 1869 و1874 على التوالي. تم تقديم دستور أكثر قابلية للتطبيق في عهد ميشال دومينيك في عام 1874، مما أدى إلى فترة طويلة من السلام الديمقراطي والتنمية في هايتي. تم سداد الديون المستحقة لفرنسا أخيرًا في عام 1879، ونقلت حكومة ميشال دومينيك السلطة سلميًا إلى ليسيوس سالومون، أحد قادة هايتي الأكثر قدرة. تلا ذلك الإصلاح النقدي والنهضة الثقافية مع ازدهار الفن الهايتي. تميز العقدان الأخيران من القرن التاسع عشر أيضًا بتطور ثقافة فكرية في هايتي. نُشرت أعمال التاريخ الرئيسية في عامي 1847 و1865. انخرط المثقفون الهايتيون، بقيادة لويس جوزيف جانفييه وأنتينور فيرمين، في حرب رسائل ضد تيار العنصرية والداروينية الاجتماعية التي ظهرت خلال هذه الفترة.
شهد دستور عام 1867 انتقالات سلمية وتدريجية في الحكومة فعلت الكثير لتحسين اقتصاد واستقرار الأمة الهايتية وحالة شعبها. أعادت الحكومة الدستورية ثقة الشعب الهايتي في المؤسسات القانونية. جعل تطوير صناعات السكر والشراب الصناعي بالقرب من بورت أو برانس هايتي، لفترة من الوقت، نموذجًا للنمو الاقتصادي في دول أمريكا اللاتينية. انتهت هذه الفترة من الاستقرار والازدهار النسبيين في عام 1911، عندما اندلعت الثورة وانزلق البلد مرة أخرى إلى الفوضى والديون.
من عام 1911 إلى عام 1915، كان هناك ستة رؤساء، قُتل كل منهم أو أُجبر على الذهاب إلى المنفى. تم تشكيل الجيوش الثورية من قبل الكاكوس، وهي قطاع طرق من الفلاحين من جبال الشمال، على طول الحدود الدومينيكية التي يسهل اختراقها، والذين تم تجنيدهم من قبل الفصائل السياسية المتنافسة مع وعود بمال يتم دفعه بعد ثورة ناجحة وفرصة للنهب. لقد كانت الولايات المتحدة متخوفة بشكل خاص من دور الجالية الألمانية في هايتي (بلغ عددهم حينذاك حوالي 200 في عام 1910)، الذين مارسوا قدرًا غير متناسب من القوة الاقتصادية. سيطر الألمان على حوالي 80% من التجارة الدولية للبلاد. كما امتلكوا وقاموا بتشغيل مرافق في كاب هايتيان وبورت أو برنس، - الرصيف الرئيسي والترام في العاصمة- وخط سكة حديد يخدم Plaine de Cul-du-Sac.
أثبت الجالية الألمانية استعدادها للاندماج في المجتمع الهايتي أكثر من أي مجموعة أخرى من الأجانب البيض، بما في ذلك الفرنسيون. تزوج عدد منهم من أبرز عائلات المالاتو في البلاد، متجاوزين الحظر الدستوري على ملكية الأراضي الأجنبية. كما عملوا كممولين رئيسيين للثورات التي لا تعد ولا تحصى في البلاد، وساعدوا في تعويم القروض التي لا تعد ولا تحصى - بأسعار فائدة عالية - للفصائل السياسية المتنافسة. وفي محاولة للحد من النفوذ الألماني، في 1910-1911، دعمت وزارة الخارجية الأمريكية اتحادًا من المستثمرين الأمريكيين، تم تجميعه من قبل بنك مدينة نيويورك الوطني، للسيطرة على البنك الوطني في هايتي، البنك التجاري الوحيد في البلاد وخزينة الحكومة.
في ديسمبر 1914، استولى الجيش الأمريكي على احتياطي الذهب من حكومة هايتي، بعد أن حثهم عليه بنك المدينة وبنك هايتي الوطني (الذي كان بالفعل تحت توجيه أجنبي). أخذت الولايات المتحدة الذهب إلى قبو بنك مدينة نيويورك الوطني.
في فبراير 1915، شكل فيلبرون غيوم سام ديكتاتورية، ولكن في يوليو، واجه ثورة جديدة، وذبح 167 معارضًا سياسيًا، وأعدم من قبل حشد في بورت أو برانس.

### احتلال الولايات المتحدة
في عام 1915، تم تعيين فيليب سودري دارتيغويناف من قبل السلطات الأمريكية لرئاسة هايتي. تم إعلان الأحكام العرفية التي استمرت حتى عام 1929. مررت الهيئة التشريعية في نوفمبر 1915 معاهدة سمحت للحكومة الأمريكية بالسيطرة الكاملة على المناصب الوزارية والمالية في هايتي. أنشأت المعاهدة أيضا قوة الدرك الهايتية (القوة العسكرية الهايتية)، أول جيش محترف في هايتي. قام دارتيغويناف بحل الهيئة التشريعية في عام 1917 بعد أن رفض أعضاؤها الموافقة على دستور جديد. وافق استفتاء لاحق على دستور، يسمح للأجانب بامتلاك الأراضي، وهو أمر حظره القانون الهايتي منذ الاستقلال في عام 1804.
كان الاحتلال الأمريكي فترة مكلفة من حيث حياة الإنسان. تم إخماد ثورة المواطنين الساخطين في عام 1918، مع ما يقدر بنحو 2000 قتيل. هيمن الأجانب البيض، وكثيرون منهم لديهم تحيزات عنصرية عميقة، على السياسة العامة، مما أغضب المولاتوس المهيمنون تاريخيًا. ومع ذلك، تم إصلاح البنية التحتية في هايتي، بما في ذلك الطرق وخطوط الهاتف والسباكة. تم بناء المنارات والمدارس والمستشفيات والموانئ. حل لويس بورنو محل دارتيغويناف كرئيس في عام 1922، بعد أن أُجبر على ترك منصبه. لقد حكم من دون هيئة تشريعية حتى تم السماح بالانتخابات عام 1930. انتخب هذا المجلس التشريعي الذي تم تشكيله حديثًا ستينيو فنسنت، وهو من المولاتوس، رئيسًا.
بحلول عام 1930، أصبحت هايتي مسؤولية تجاه الولايات المتحدة. كشف تحقيق للكونغرس، عُرف باسم لجنة فوربس، عن عدد من انتهاكات حقوق الإنسان، وبينما أشاد بالتحسينات في المجتمع الهايتي، فقد انتقد استبعاد الهايتيين من مناصب السلطة. وبحلول أغسطس 1932، مع انتخاب فرانكلين روزفلت رئيسًا للولايات المتحدة، انسحبت القوات الأمريكية وتم نقل السلطة رسميًا إلى الشرطة المحلية ومسؤولي الجيش.

### ما بعد الاحتلال، الحرب العالمية الثانية والانهيار
استغل فينسنت الاستقرار ليكتسب قوة ديكتاتورية. وسع فينسنت سلطته الاقتصادية عن طريق الاستفتاء، وفي عام 1935، فرض دستورًا جديدًا من خلال السلطة التشريعية. لقد منحه هذا الدستور سلطة حل الهيئة التشريعية وإعادة تنظيم السلطة القضائية حسب الرغبة، فضلًا عن سلطة تعيين أعضاء مجلس الشيوخ. كما قمع المعارضة السياسية بوحشية.
وصل رافائيل ليونيداس تروخيلو إلى السلطة في عام 1930 في جمهورية الدومينيكان المجاورة. وفي عام 1937، هاجم تروخيلو الحدود مع هايتي، وقتلت قواته ما يقدر بنحو 20 ألف من الهايتيين. لقد فسر فنسنت هذا الهجوم على أنه محاولة انقلاب على نفسه، وبالتالي قام بتطهير الجيش من جميع الضباط المشتبه في عدم ولائهم. انضم العديد من هؤلاء فيما بعد إلى الجيش الدومينيكي.
في عام 1941، تم انتخاب إيلي ليسكوت، وهو رجل متمرّس كان مسؤولًا حكوميًا ذا خبرة وكفاءة، رئيسًا. ومع التوقعات العالية، فقد تزامنت فترة ولايته مع فنسنت في وحشيته وتهميش المعارضة. لقد أعلن الحرب على دول المحور خلال الحرب العالمية الثانية، واستخدم هذا كذريعة لفرض الرقابة على الصحافة وقمع خصومه. حافظ ليسكوت أيضًا على تعاون سري مع تروخيو، مما قوض شعبيته غير الموجودة بالفعل. وفي يناير 1946، بعد أن سجن ليسكوت محرري صحيفة ماركسية، اندلعت الاحتجاجات بين العاملين في الحكومة والمدرسين وأصحاب الأعمال. استقال ليسكوت، وتولى المجلس العسكري، اللجنة العسكرية التنفيذية، السلطة.
انتخبت هايتي مجلسًا تشريعيًا في مايو 1946 ، وبعد جولتين من التصويت، تم انتخاب Dumarsais Estimé، وهو وزير أسود في الحكومة، رئيسًا. لقد عمل بموجب دستور جديد وسع المدارس، وأسس تعاونيات زراعية ريفية، ورفع رواتب موظفي الخدمة المدنية. ومع ذلك، تم تقويض هذه النجاحات المبكرة بسبب طموحه الشخصي، وأدى عزله عن الجيش والنخبة إلى انقلاب في عام 1950، أعاد تثبيت المجلس العسكري. أجريت الانتخابات المباشرة، وهي الأولى في تاريخ هايتي، في أكتوبر 1950، وانتخب بول ماغلوار، وهو عقيد من النخبة السوداء في الجيش. ضرب إعصار هازل الجزيرة عام 1954، مما أدى إلى تدمير البنية التحتية والاقتصاد في البلاد. لم يتم توزيع الإغاثة من الأعاصير بشكل غير صحيح، وسجن ماغلوار المعارضين وأغلق الصحف. وبعد أن رفض التنحي بعد انتهاء فترة ولايته، فقد أغلق إضراب عام اقتصاد بورت أو برنس، ثم فَر ماغلوار، تاركًا الحكومة في حالة من الفوضى. وعندما تم تنظيم الانتخابات في النهاية، تم انتخاب فرانسوا دوفالييه، وهو طبيب ريفي، على أساس من النشاط نيابة عن فقراء هايتي. ومع ذلك، كان خصمه، لويس ديجوي، من المولاتوس وسليل عائلة بارزة. سجل دوفالييه فوزًا حاسمًا في الانتخابات. حصل أتباعه على ثلثي مجلس النواب في المجلس التشريعي وجميع مقاعد مجلس الشيوخ.